# Ganganagar
Ganganagar (eller Sri Ganganagar) är en stad i den nordvästra delen av Indien, inte långt från gränsen till Pakistan. Den är administrativ huvudort för distriktet Ganganagar i delstaten Rajasthan och hade cirka 225 000 invånare vid folkräkningen 2011. 